# Michael-Horst Schmidt

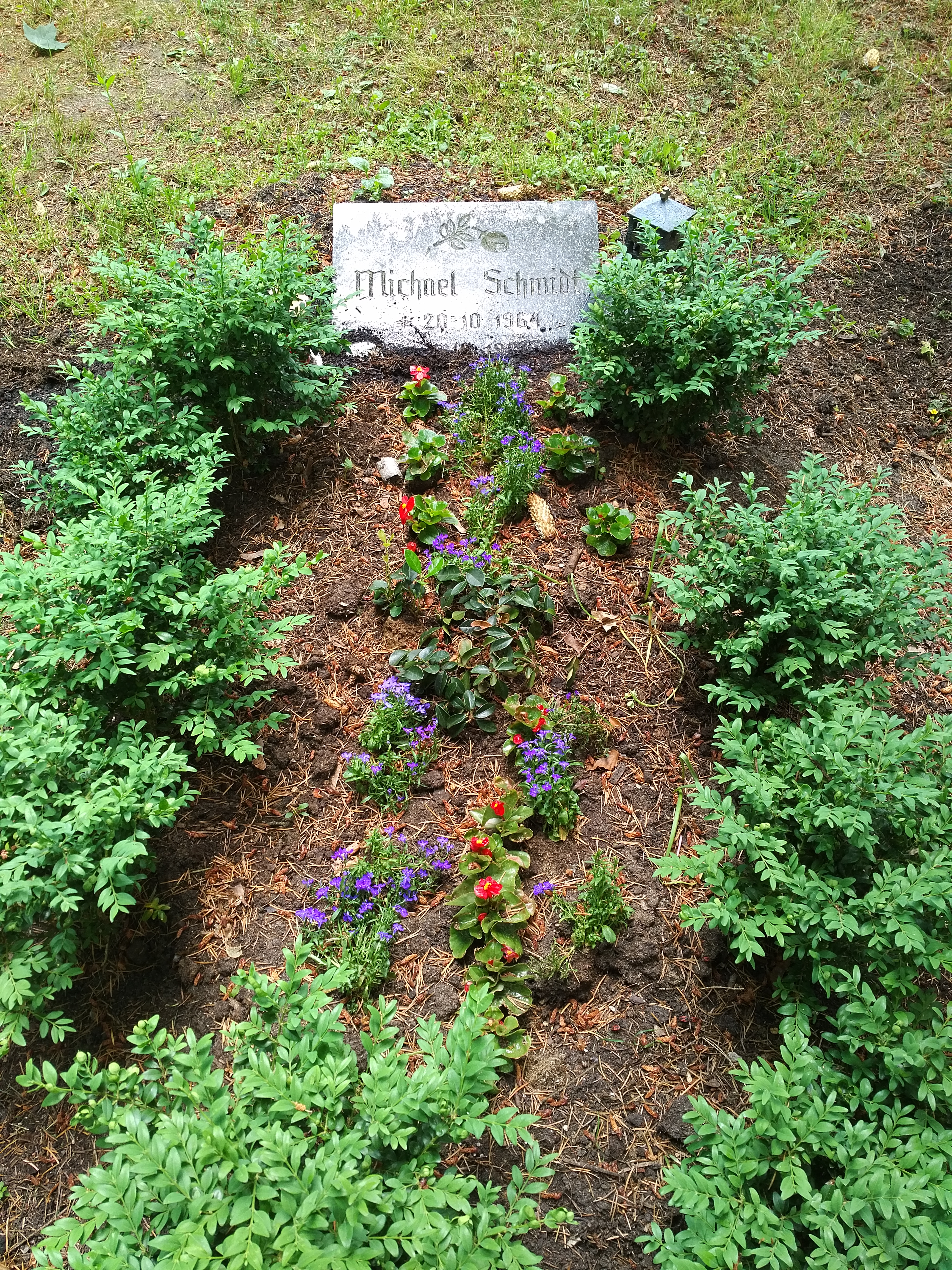
Das Grab von Michael Schmidt im Jahr 2017; es wurde 2022 eingeebnet

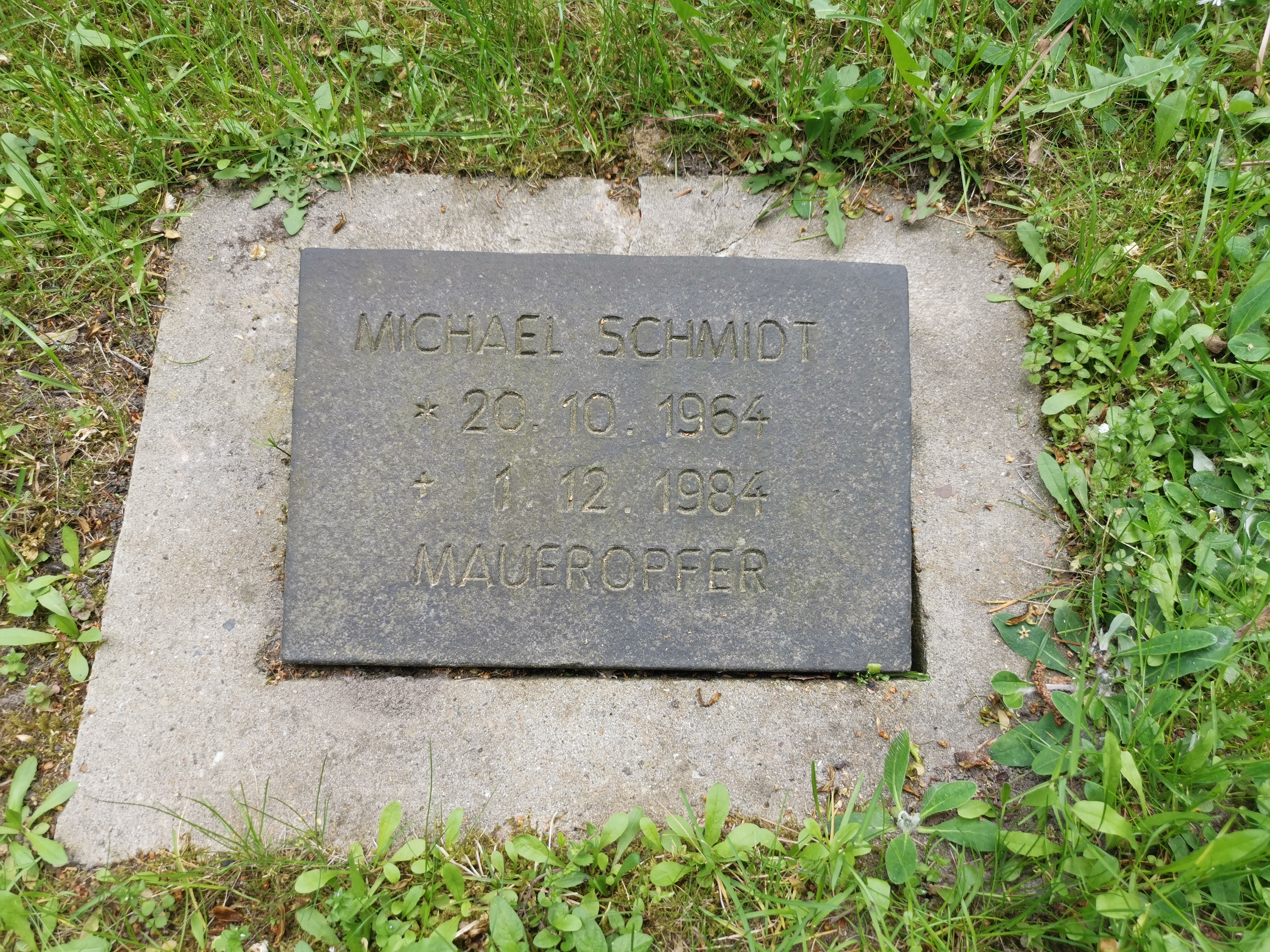
Grab auf dem Friedhof Pankow XII in Buch (2024)

Michael-Horst Schmidt (* 20. Oktober 1964 in Bernau bei Berlin; † 1. Dezember 1984 in Berlin) war ein Todesopfer an der Berliner Mauer.

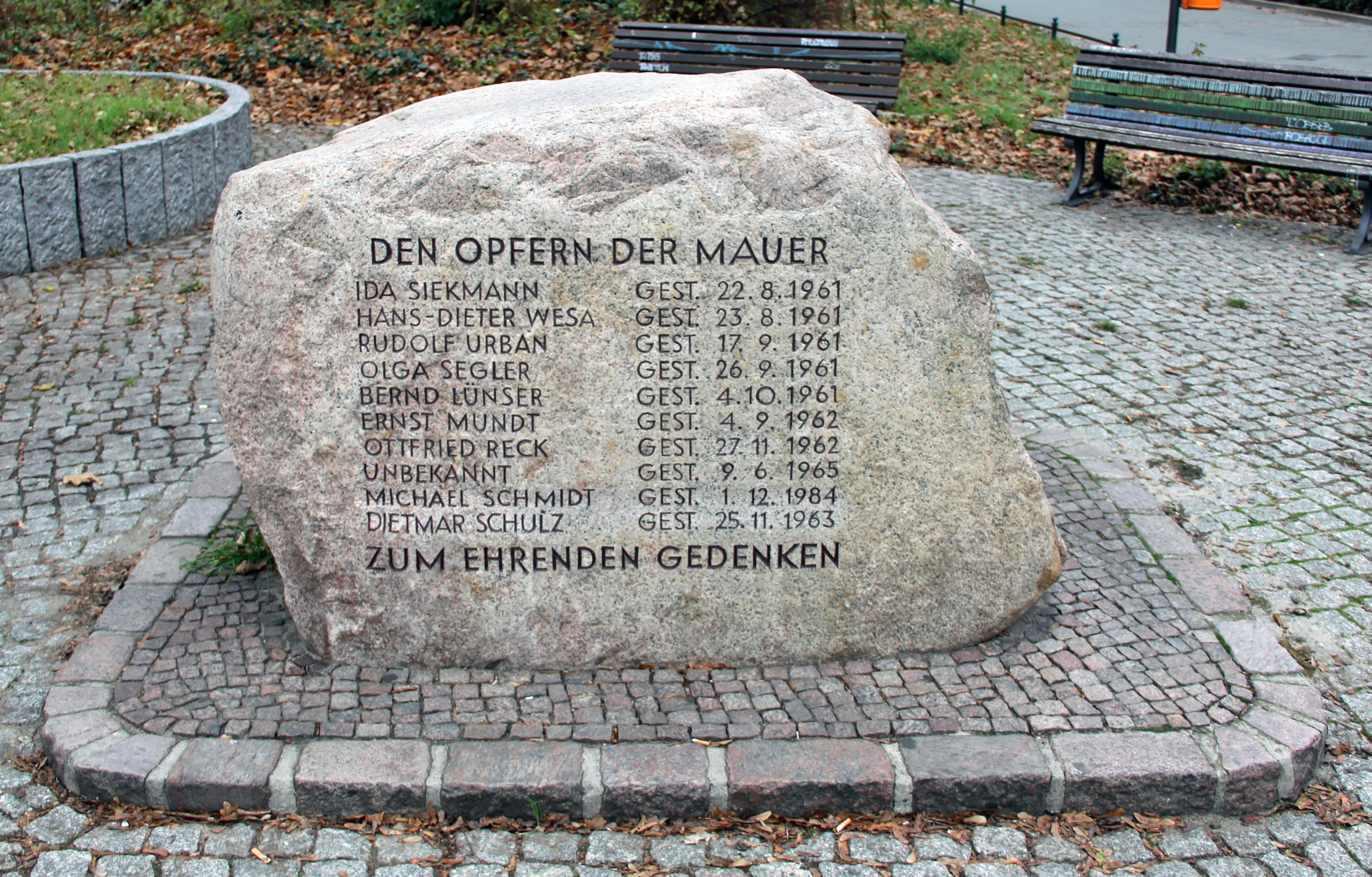
Gedenkstein an der Bernauer Straße, in Berlin-Gesundbrunnen

Michael-Horst Schmidt erlernte in der DDR den Beruf des Zimmerers und war bei einer Reparaturbrigade im Bereich der Wollank- und Schulze-Straße beschäftigt. Mit den Zuständen in der DDR und dem bevorstehenden Wehrdienst war er unzufrieden, so dass er beschloss, die Grenze zu überwinden. Aus Rücksicht auf seine Familie wollte er keinen offiziellen Ausreiseantrag stellen.
Am Abend seiner Flucht, dem 30. November 1984, traf er sich mit Bekannten in einem Jugendklub in der Grabbeallee. Nach dem Genuss von Alkohol verließ er gemeinsam mit einem Freund den Klub und begab sich zur Grenze in der Nähe des Bahnhofs Berlin Wollankstraße der Berliner S-Bahn. Von Schmidts Arbeitsstelle in der Wollankstraße 112 nahmen sie zwei Leitern mit und begaben sich zur Hinterlandmauer auf dem Grundstück Schulzestraße 23. Schmidts Freund brach hier das Vorhaben ab und ließ ihn alleine zurück.
Mit einer der Leitern überwand er gegen 3.15 Uhr des folgenden Tages die Hinterlandmauer. Zwei Angehörige der Grenztruppen der DDR erspähten ihn aus ihrem 200 Meter entfernten Wachturm. Einer der Soldaten begab sich auf die Verfolgung, der andere gab Salven aus seiner AK-47 in Richtung des Flüchtlings ab. Währenddessen überwand Schmidt den Signalzaun und legte seine Leiter an der letzten Mauer an. Als er sie bestieg, wurde er vom Gewehrfeuer des herannahenden Soldaten – dieser war etwa 100 Meter weg – getroffen und fiel von der Leiter. Grenzsoldaten bargen den am Rücken und Knie getroffenen Flüchtling und brachten ihn in einen Wachturm. Eine Stunde später brachte man ihn in ein Krankenhaus, wo er verblutete.
Beerdigt wurde Michael Schmidt unter ständiger Überwachung durch die Staatsorgane am 10. Dezember 1984 auf dem Friedhof in Buch (heute städtischer Friedhof Pankow XII). Zur Beisetzung war seine gesamte Arbeitsbrigade fast vollzählig erschienen, was den Unmut der Stasi erregt; sie ließ den Brigadier dafür tadeln. 
Die Grenzsoldaten Udo Walther und Uwe Hapke wurden von der DDR mit einer Medaille für vorbildlichen Grenzdienst und einer Prämie von 200 Mark belohnt, aber für ihren erhöhten Munitionsverbrauch von 50 Schuss getadelt. Im wiedervereinigten Deutschland wurden sie wegen der Schüsse zu Jugendstrafen auf Bewährung verurteilt.